# Oskarshamn
Oskarshamn és una ciutat litoral de Suècia i seu de la Municipalitat d'Oskarshamn, Comtat de Kalmar, amb 17.258 habitants el 2010.
Oscarshamn (que significa: Port d'Oscar) pel rei Oscar I de Suècia. Més tard es va escriure com Oskarshamn.
Entre 1965-1985 s'hi va construir una central nuclear. També hi ha un laboratori obert al públic de recerca nuclear sobre el combustible exhaurit.